# Prvi sisački partizanski odred
Prvi sisački partizanski odred osnovan je 22. lipnja 1941. u šumi Brezovica pokraj Siska. Sisački je odred bio prvi antifašistički partizanski odred u Hrvatskoj te u Jugoslaviji. Osnovan je na dan napada nacionalsocijalista na Savez Sovjetskih Socijalističkih Republika. Odred je odmah stupio u borbu s okupatorom i domaćim izdajnicima: izveo je više diverzantskih akcija na željezničkoj pruzi prema Zagrebu, nedaleko od Lekenika, eksploziju pod vojnom kompozicijom nedaleko od željezničke stanice Sisak, oštećenja mosta kod Blinjskog Kuta, a u drugoj polovini srpnja i više većih okršaja s neprijateljem. Poslije toga, sisački partizani kreću prema Banovini, gdje su, krajem rujna, Sisački partizanski odred i nekoliko banijskih formirali jedinstveni - Banijski partizanski odred, čiji je prvi zapovjednik bio Vlado Janić Capo.
Imao je 79 boraca koje je predvodio zapovjednik Vlado Janić Capo. Pripadnik ove postrojbe bio je i pokojni stožerni general HV-a Janko Bobetko te Franjo Knebl. Kako su u odredu većinom bili Hrvati (osim jedne žene – Srpkinje Nade Dimić), borilo se uglavnom na hrvatskom području, a završetak Drugoga svjetskog rata doživjelo je 38 njegovih boraca. Osnutak sisačkog odreda označio je početak organizirane antifašističke borbe u Hrvatskoj,  u kojoj je aktivno sudjelovalo više od 500.000 hrvatskih građana. U postrojbama Narodnooslobodilačke vojske (NOV-a) borilo se oko 230.000 boraca iz Hrvatske.
Za vrijeme SFRJ, sisački partizanski odred je proglašavan prvom gerilskom formacijom koja je pokrenula oružani otpor nacistima u okupiranoj Europi, no zapravo je od početka rata pa do formiranja sisačkog odreda već nekoliko većih ili manjih gerilskih odreda djelovalo u okupiranim europskim zemljama, nanoseći nacistima osjetne vojne gubitke.